# 馬棚

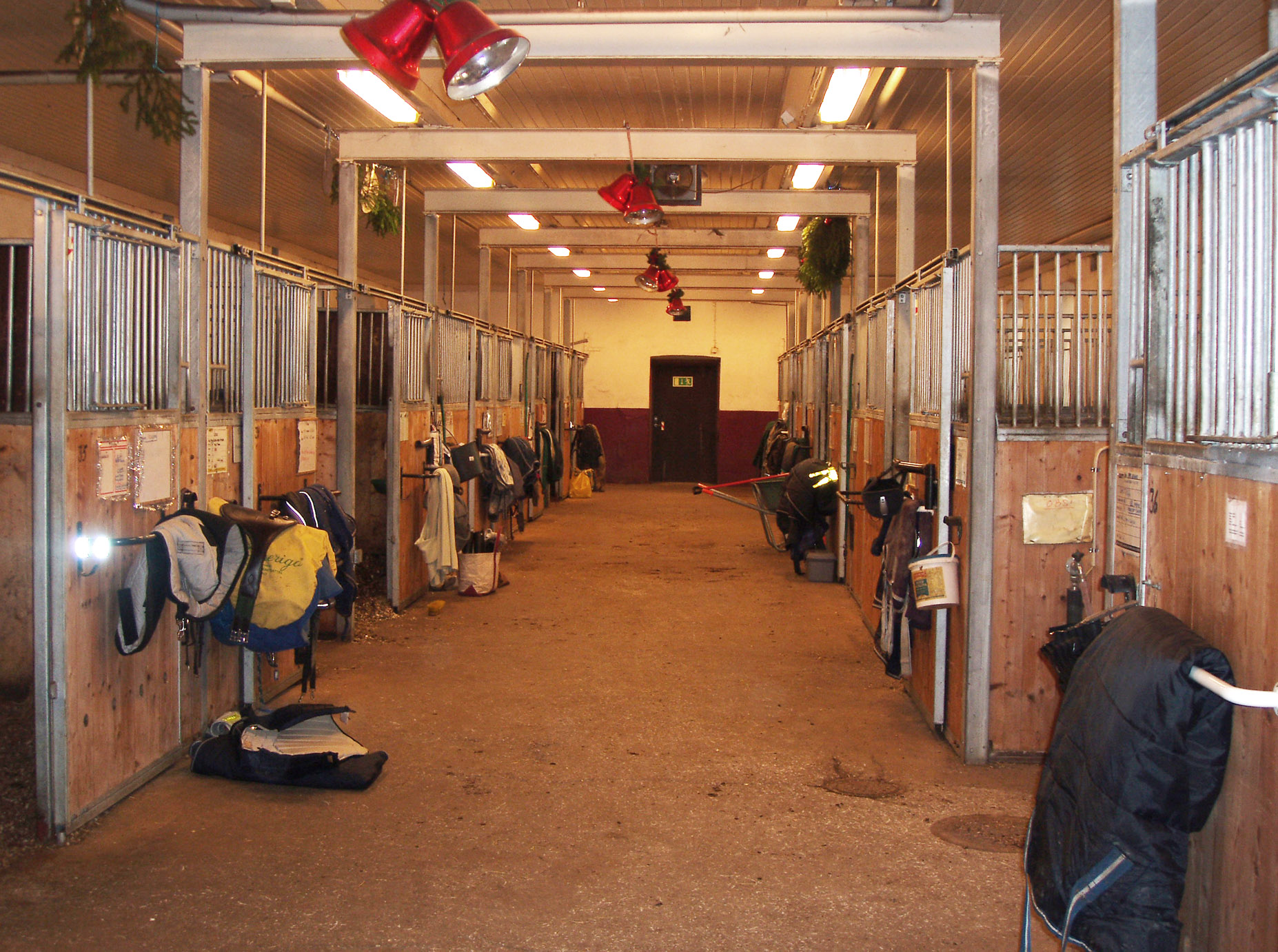
一间马棚的内部环境

馬棚，也称马舍、马厩、馬房等，是一种用来圈养马匹的场所。一般根据所饲养马匹的用途，马棚周围还应该布置一些附属建筑。比如饲养賽馬專用的競賽馬时，马棚周围可以布置赛马场、游泳池、洗马房、兽医院等等。

## 分类
马棚的种类很多，可以根据气候、建筑材料、历史时期、文化类型等等因素来对马棚进行分类。最常见的分类方法是分成封闭式饲养与开放式饲养式。在封闭式饲养环境中，每匹马都有一个单独的单间。这种饲养方式可以保证马匹在冬季的取暖以及夏季免受阳光照射。根据马匹的大小，单间的大小不同，一般在8到12平方米之间。

### 建筑材料
基本上，任何用于建造房屋的材料都可以用来建造马棚。而具体到马舍所用的地面时则可分为：
- 泥土：泥土成本呢极为低廉，同时质地比较软，保温性能也比较好。不过缺点是不易打扫，影响环境，通常可以在泥土中掺入石灰、碎石等材料改善地面性能。
- 砖砌：砖块导热性差，也具有保温性。不过当砖块吸收水分后在低温环境下容易变脆。
- 水泥：质地坚硬，不透水。消毒、清扫起来方便，利于保持马棚卫生环境。不过由于水泥导热性好，导致其保温性较差。同时当水泥地表面积水时也容易打滑，需要在建造过程中将地面弄得粗糙一些防止打滑。有时为了避免水泥地面太冷，可以在水泥地上在布置一些垫料。
- 漏缝地板：由相聚一定距离的水泥条建造而成，便于处理马匹的排泄物，不过缺点是造价较高。
- 橡胶：橡胶地面的保温性、防滑性很好，也可以减少磕碰避免马匹受伤，不过相应的代价是成本比较高。除了整体铺设橡胶地面以外，也可以放置大块的橡胶垫垫等。[5]

### 结构
按照马棚的结构不同，可以分为单列式、复列式、统式、复合式、房屋式、楼式、棚舍式等等：
- 单列式：由一排独立的马房和一条通道组成。

- 复列式：由两排马房和位于它们中间的通道组成。
- 统式：不设单间，在一个或几个较大的房间内饲养马匹。
- 复合式：由以上两种或几种组合起来而成。
- 房屋式：房屋式为砖混结构，墙壁为砖块或石块。
- 棚舍式：棚舍式三面砌墙，另外一面敞开、
- 房屋式：分为上下两层，可以提高土地利用率。

## 註腳
1. ↑  其它牲畜（如牛隻）的養殖場所，有牧場、牛棚等等。